# Johnny Pacar
Johnny Pacar (* 6. Juni 1981 in Dearborn, Michigan als Johnny Edward Păcuraru) ist ein US-amerikanischer Schauspieler und Musiker rumänischer Abstammung, der vor allem durch seine Rolle als Cody Jackson in der Fernsehserie Flight 29 Down und als Damon Young in der ABC-Family-Serie Make It or Break It bekannt wurde.

## Leben
Der am 6. Juni 1981 in Dearborn im US-Bundesstaat Michigan geborene und in Wayne aufgewachsene Johnny Pacar wollte schon als Jugendlicher immer Menschen unterhalten. Er war ein begeisterter Eishockeyspieler und träumte immer davon, eines Tages in der NHL zu spielen. Jedoch wählte er einen anderen Weg, als er mit Schauspielunterricht begann und zunächst in örtlichen Theatern auftrat. In der Highschool gründete er einige Punk-Rock-Bands und besuchte den Schauspielunterricht in seiner Schule. Nach seinem Abschluss an der Wayne Memorial High School zog er im Mai 2001 von Michigan nach Los Angeles.
Derzeit lebt er in Los Angeles.

## Karriere

### Schauspielkarriere
Nach zwei Monaten in Los Angeles bekam Pacar einen Agenten und drehte einen Werbespot für Sprite. Eine seiner ersten Rollen spielte er in Boston Public. Anschließend übernahm er Gastrollen in Tru Calling – Schicksal reloaded!, Für alle Fälle Amy, George Lopez, CSI: Miami, Medium – Nichts bleibt verborgen sowie Eli Stone. Im Disney Channel Original Movie Der größte Magier der Welt (2005) war er in der Hauptrolle des Danny Sinclair zu sehen.
Größere Bekanntheit erlangte er durch seine Rolle als Cody Jackson in der Discovery-Kids-Kinderserie Flight 29 Down, die zwischen 2005 und 2007 produziert wurde. Pacar spielte dort von der ersten bis einschließlich zur zweiten Staffel sowie im abschließenden Fernsehfilm Flight 29 Down: The Hotel Tango mit. Ab 2009 war er dann als Damon Young in der für ABC Family produzierten Serie Make It or Break It zu sehen. Während der ersten Staffel noch eine Nebenrolle, wurde er für die zweite Staffel zum Hauptdarsteller befördert. Nach seinem Ausstieg 2011 taucht er in einer Episode der Fernsehserie Warehouse 13 auf, wo er die Rolle des Dwayne Maddox spielte. Noch im selben Jahr übernahm er auch eine Hauptrolle an der Seite von Ving Rhames in Syfys Zombie Apocalypse.
2012 war Pacar in dem Actionfilm Channeling und an der Seite von Christian Slater im Horrorfilm Playback zu sehen. Eine weitere Hauptrolle spielte er in dem von Sony produzierten Thriller The Remaining, der 2014 veröffentlicht wurde.

### Musikkarriere
Neben der Schauspielerei verfolgt Pacar auch eine Musikkarriere. 2010 veröffentlichte er sein eigenes Solo-EP Moment of Time bei iTunes. Daneben spielt er zusammen mit seinem ehemaligen Co-Star Cody Longo in der Band Forever the Day (ehemals Fairlene). Die Band veröffentlichte im August 2010 ihre erste EP Under the Afterglow, gefolgt von ihrer zweiten EP Letters of Letting Go im Februar 2012.
Pacar veröffentlichte darüber hinaus im März 2013 ein neues Soloalbum namens Give It Our Love.

## Filmografie
Film
- 2004: Die Ex-Freundinnen meines Freundes (Little Black Book)
- 2004: Explosionsgefahr: Eine Stadt am Abgrund (Combustion, Fernsehfilm)
- 2004: Purgatory House
- 2008: Wild Child
- 2009: Love Hurts
- 2009: Cryptic
- 2011: Fort McCoy
- 2011: Zombie Apocalypse
- 2012: Playback
- 2012: Channeling
- 2014: The Remaining
- 2023: America is Sinking

Fernsehen
- 2002: Für alle Fälle Amy (Judging Amy, Folge 3x15)
- 2002: Boston Public (Folgen 3x05 und 3x13)
- 2003: The Brothers Garcia (Folge 4x11)
- 2003: Tru Calling – Schicksal reloaded! (True Calling, Folge 1x06)
- 2003–2004: American Dreams (7 Folgen)
- 2004: George Lopez (Folge 3x27)
- 2005: Der größte Magier der Welt (Now You See It…)
- 2005: Medium – Nichts bleibt verborgen (Medium, Folge 2x01)
- 2005–2007: Flight 29 Down (Fernsehserie, 26 Folgen)
- 2006: Cold Case – Kein Opfer ist je vergessen (Cold Case, Folge 4x01)
- 2007: Flight 29 Down: The Hotel Tango
- 2007: CSI: Miami (Folge 5x21)
- 2007: Crossing Jordan – Pathologin mit Profil (Crossing Jordan, Folge 6x14)
- 2008: Eli Stone (Folge 1x01)
- 2008: Tics – Meine lästigen Begleiter (Front of the Class)
- 2009: Ghost Whisperer – Stimmen aus dem Jenseits (Ghost Whisperer, Folge 4x20)
- 2009–2011: Make It or Break It (32 Folgen)
- 2011: Warehouse 13 (Folge 3x10)